# Державна влада Ірландії

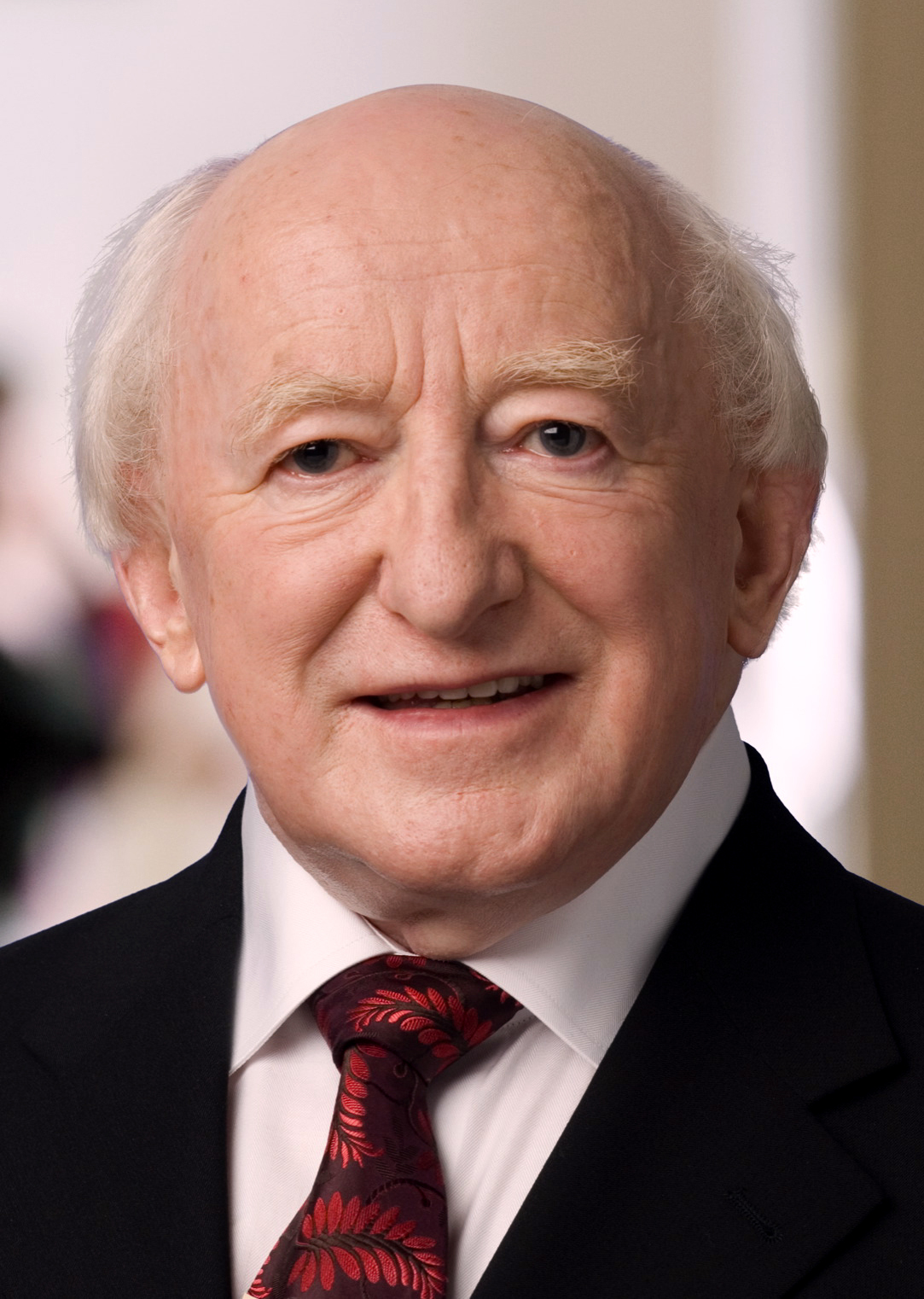
Президент Ірландії Майкл Гіггінс

Політична структура Ірландії — парламентська унітарна і демократична республіка. Є державою-членом Європейського Союзу. Основа політичного устрою країни — Конституція Ірландії, яка була прийнята на загальному референдумі 29 грудня 1937 року.

## Глава держави

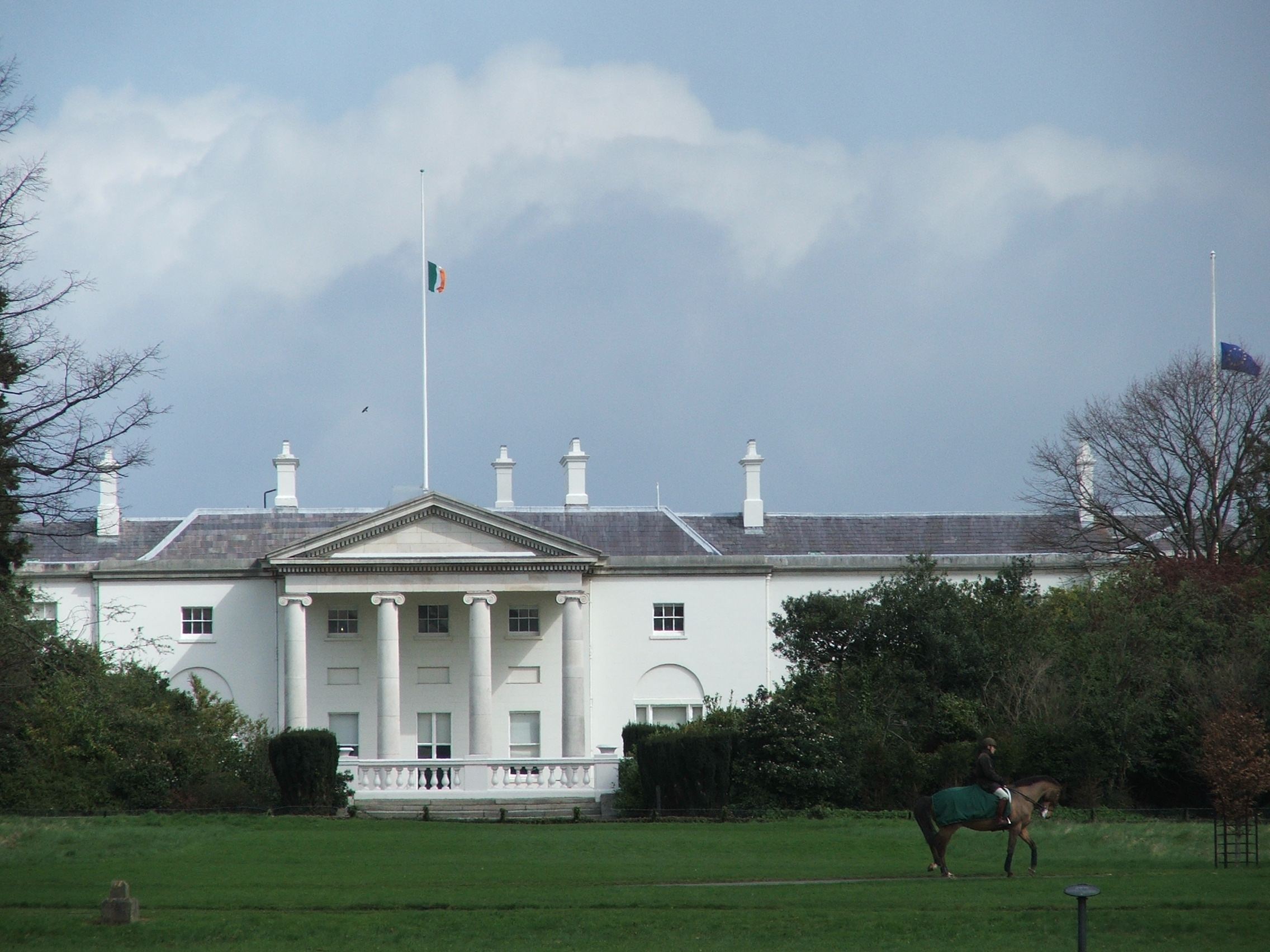
Резиденція президента Ірландії

Глава держави — Президент (ірл. Uachtarán na hÉireann Формально Президент є однією з трьох частин Ірландського парламенту, який також включає Дойл Ерен (нижня палата) і Шенад Ерен (верхня палата). На відміну від більшості парламентських держав, Президент навіть не є номінальним главою виконавчої влади. Виконавча влада покладається на Уряд. Однак, він має інформувати Президента про свої рішення з питань внутрішньої і зовнішньої політики Ірландії. Повноваження Президента чітко прописані в Конституції Ірландії, а деякі свої повноваження він здійснює після обов'язкових консультацій з Урядом.
У більшості випадків Президентську комісію називають колегіальним віце-президентом, з причини відсутності в Ірландії поста Віце-президента. Якщо з якої-небудь причини Президент не в змозі виконувати свої функції або якщо посада Президента є вакантною, то обов'язки Президента виконуються Президентської комісією.
Президентом може стати будь-який громадянин Ірландії, що досяг 35-річного віку. Він обирається таємним голосуванням строком на 7 років. Кандидат, може бути, висунутий на пост Президента від не менше ніж 20 членів Парламенту або не менше ніж 4 радами міст або графств. Крім того, чинний або колишній президент Ірландії, який відпрацював один термін, має право самостійно балотуватися на другий термін. У разі, якщо є тільки один кандидат, вибори не проводяться і він автоматично вступає на посаду.

## Виконавча влада

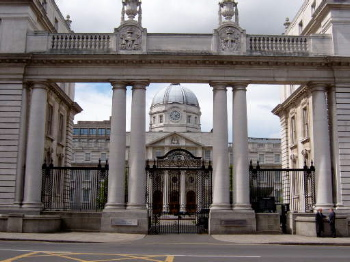
Government Buildings в Дубліні

Виконавчу владу в країні здійснює уряд, який складається щонайбільше з 15 членів Кабінету міністрів, включаючи Прем'єр-міністра (ірл. Taoiseach і Заступника Прем'єр-міністра (ірл. Tánaiste Прем'єр-міністр призначається Президентом за пропозицією нижньої плати парламенту. Кабінет міністрів формується Прем'єр-міністром самостійно, обрані ним міністри приступають до виконання своїх повноважень після схвалення їх кандидатур Дойл Ерен і призначення їх Президентом. Палата представників може оголосити вотум недовіри Уряду, тоді Прем'єр-міністр подає у відставку, або просить Президента оголосити про розпуск Дойл Ерен, після чого проходять вибори до нижньої палати парламенту.

## Законодавча влада

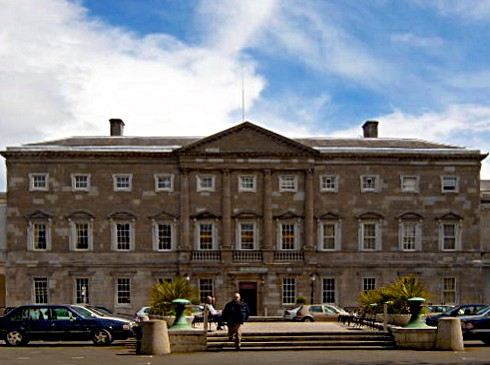
Ленстер-хаус, резиденція Ірландського парламенту

Стаття 15 Конституції Ірландії проголосила ірл. Oireachtas як національний парламент Ірландії. Національний парламент складається з Президента Ірландії і двох обраних палат: Dáil Éireann (Палата представників) і Seanad Éireann (Сенат). Палата представників на сьогоднішній день є домінуючою палатою законодавчої влади, тому що Конституцією на неї покладено широке коло повноважень. Вона складається з 166 депутатів, які називаються в Ірландії Тахте Дойле або, частіше, ТД (ірл. Teachta Dála). Сенат є в значній мірі консультативним органом. Він складається з 60 членів, званих сенаторами. Президент може накласти вето на законопроєкти прийняті парламентом, а також може направити їх до Верховного суду Ірландії за визнанням їх невідповідними Конституції .

## Судова влада
Судова система в Ірландії побудована на загальному праві і входить до англо-американської правової системи. Судова система складається з Верховного суду, Високого суду та інших нижчих судів. Судді призначаються Президентом після їх номінації на посаду судді Урядом. Вони можуть бути відсторонені від посади лише за поведінку, що паплюжить честь і гідність судді або через свою недієздатність. Втім, навіть у такому випадку потрібен дозвіл обох палат Парламенту. Найвищою інстанцією в Ірландії є апеляційна колегія Верховного суду, яка складається з головного судді, семи суддів, і за посадою, також, до колегії входить Голова Верховного суду. Верховний суд рідко розглядає справи в повному складі і, як правило, справи розглядаються в колегіях з трьох, п'яти або семи суддів.

## Міжнародні відносини

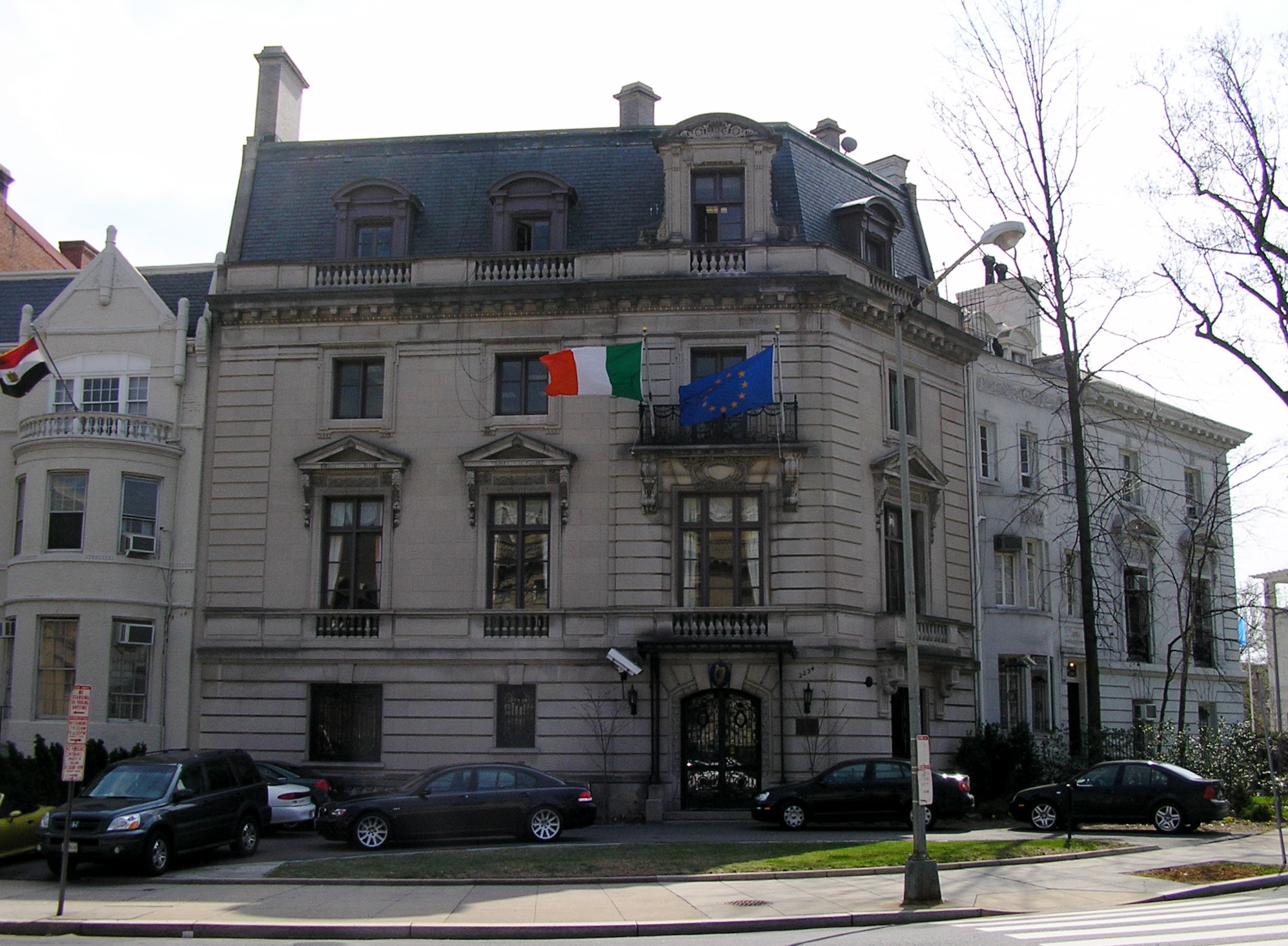
Посольство Ірландії в Вашингтоні

Сучасна зовнішня політика Ірландії багато в чому обумовлена її членством в Європейському союзі, хоча двосторонні відносини з Сполученими Штатами Америки та Сполученим Королівством також мають важливе значення для країни. Ірландія прагне до незалежності у зовнішній політиці, тому не є членом НАТО і проводить політику військового нейтралітету, хоча при цьому з 1958 року її війська беруть участь у миротворчих операціях ООН .
Ірландія стала членом ООН в 1955 році. Республіка також є членом Банку міжнародних розрахунків, Європейського інвестиційного банку, Європейського банку реконструкції та розвитку, Ради Велика Британія - Ірландія, Ради Європи, Селтік Ліга, Європейського Союзу, Європейської економічної комісії ООН, Економічного і валютного союзу Європейського союзу, Європейського космічного агентства, ФАО, МАГАТЕ та ін.